# Vương quốc Cantwara
Vương quốc Cantwara (tiếng Anh cổ: Cantwara rīce, tiếng Latinh: Regnum Cantuariorum) là một quốc gia do người Britannia sáng lập ở nơi ngày nay là Đông Nam Anh và tồn tại tới năm 871. Theo truyền thống, thực thể này được coi là một trong những thành tố tạo nên Vương quốc Liên hiệp Anh và Ireland về mặt ngôn ngữ và các danh hiệu chính trị - tín ngưỡng liên quan.

## Từ nguyên
Trong thời La Mã, vùng Đông Nam Anh được chính quyền gọi tạm là hạ lưu sông, hay Cantium trong ngữ hệ Latin, sau đó được biến âm thành Cantiaca hoặc Cantwara trong tiếng Anh cổ. Miền này còn cách gọi ít phổ biến hơn là Foederati, để phiếm chỉ các đồn canh La Mã men theo sông Thames và Medway.

## Lịch sử
Đầu thế kỷ V, do chính trị ngày càng khó khăn phức tạp, Đế quốc La Mã dần từ bỏ các thuộc địa hải đảo phương Bắc. Điều này kéo theo cơ hội tràn lấn cướp phá của hải tặc Viking cùng những cuộc xâm thực của người Sachsen.
Theo Biên niên sử Anglo-Saxon, năm 455, các thủ lĩnh Sachsen Hengist và Horsa theo thỉnh cầu của vua Gwrtheyrn đã tiến hành đem quân tràn vào duyên hải phía Đông Nam quần đảo Anh nhằm giúp ông củng cố ngôi báu. Hengist và Horsa tuy được coi là huyền thoại hóa những cuộc xâm lăng của man tộc vào Anh, nhưng rõ ràng điều này kích thích mãnh liệt sự hình thành một quốc gia Anglo-Saxon tại Đông Nam Anh hiện đại.
Bắt đầu từ nửa sau thế kỷ V, các nhóm Anglo-Saxon thuần mục súc nới dần ảnh hưởng ra khắp quần đảo Anh, góp phần lan truyền Cơ Đốc giáo vào các man tộc phía Tây và Tây Bắc.
Trong thời kì tồn tại, Cantwara phải liên tục đối phó những hoạt động thuộc địa hóa của vương quốc Mercia láng giềng và cả những cuộc tấn công của rợ Viking.

## Văn hóa
Vương quốc Cantwara để lại trên kim miện Đế quốc Anh biểu trưng bạch mã và danh hiệu Công tước Kent.

Thế phả các vua Cantwara.

### Tư liệu
- Anglo-Saxon Kent Electronic Database (ASKED) Lưu trữ ngày 17 tháng 12 năm 2010 tại Wayback Machine, cemetery database from the Institute of Archaeology